# Хлоридсеребряный электрод
Хлоридсере́бряный электро́д (ХСЭ) благодаря стабильности потенциала и простоте конструкции является одним из наиболее часто употребляемых в лабораторной практике электродов сравнения.
Представляет собой серебряную пластинку или проволоку, покрытую слоем малорастворимого хлорида серебра, контактирующую с раствором содержащим хлорид ионы (чаще всего раствором хлорида калия).
Схематически записывается как: Ag(тв.), AgCl(тв.) | КCl (водн.) ┊ исследуемый раствор.
Это электрод второго рода, потенциал которого определяется концентрацией аниона хлорида в равновесии:
Ag + Cl−↔ AgCl + е
Стандартный электродный потенциал всегда определяется при эффективной концентрации растворимых компонентов системы 1 Моль/кг растворителя, что для хлоридсеребряного электрода соответствует одномолярному раствору хлорида калия и при температуре 25° равен Eo ХСЭ = 0.22234 В (относительно стандартного водородного электрода). .  
В области температур 0-95 °С  стандартный потенциал хлорсеребряного электрода описывается уравнением:
Еo ХСЭ = 0,23655 — 4,8564 × 10−4t — 3,4205 × 10−6t 2 + 5,869 × 10−9t 3
Воспроизводимость значений потенциалов ± 0,2 мВ; при низких температурах (15 °С) может быть достигнута воспроизводимость ± 0,05 мВ.
Значения стандартных потенциалов хлорсеребряного электрода при различных температурах:
| t, °С                 | E°, В                                                           | t, °С                   | E°, В                                                           | t, °С                          | E°, В                                                     |
| 0 5 10 15 20 25 30 35 | 0,23655 0,23413 0,23142 0,22857 0,22557 0,22234 0,21904 0,21565 | 40 45 50 55 60 70 80 90 | 0,21208 0,20835 0,20449 0,20056 0,19649 0,18782 0,17873 0,16952 | 95 125 150 175 200 225 250 275 | 0,16511 0,1330 0,1032 0,0708 0,0348 −0,0051 −0,054 −0,090 |

В лабораторной практике обычно используется насыщенный хлоридсеребряный электрод, объём которого заполняют насыщенным раствором KCl, концентрация которого, хотя и отличается  от стандартной одномоляльной, является достаточно стабильной для определённой температуры и может быть проконтролирована визуально (по наличию кристаллов нерастворенной соли, подтверждающей насыщенность раствора). Как правило, потенциал насыщенного хлорсеребряного электрода оказывается в интервале 0,197-0,202 В при комнатной температуре и указывается производителями электродов сравнения в документации к изделиям. Например.
Хлоридсеребряные электроды в отдельных случаях могут быть заполнены растворами хлоридов с другими концентрациями. Например, можно использовать менее концентрированные растворы хлоридов, близкие к концентрации этого иона в исследуемой среде (чтобы снизить вероятность проникновение концентрированного раствора из электрода). Также возможно заполнять электрод раствором HCl вместо KCl - там где критично попадание иона K+ в рабочую среду.В этих случаях нужно обеспечить поддержание точного значения этой концентрации в процессе функционирования электрода, а его потенциал рассчитать  по Уравнению Нернста с учетом активности (a) выбранного раствора хлорида:
E ХСЭ = Eo ХСЭ  - 0,059 lg a Cl- (t=25°C)
Либо потенциал такого "нестандартного" электрода всегда можно (и нужно) контролировать, составив пару с любым стандартным электродом сравнения, потенциал которого достоверно известен.